# Meg Mallon

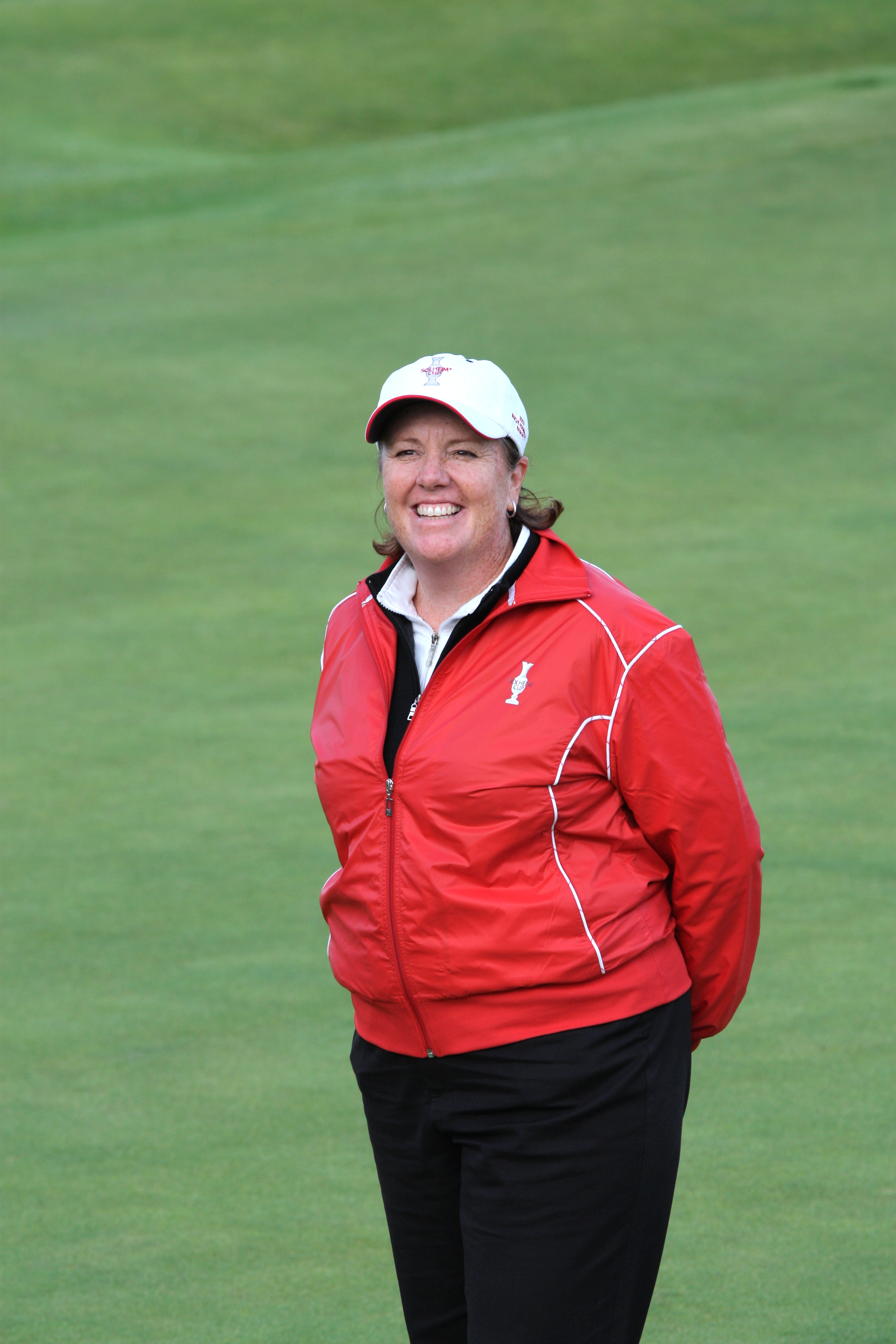
Meg Mallon

Meg Mallon, född 14 april 1963 i Natick i Massachusetts, är en amerikansk professionell golfspelare.
Mallon tog examen på Ohio State University och blev professionell och medlem på LPGA-touren 1987. I slutet av 2004 hade hon vunnit 18 tävlingar på touren varav fyra majors. Utöver det har hon slutat bland de tio bästa i penningligan nio gånger. Den bästa säsongen var 1991 då hon slutade tvåa i penningligan.
När hon vann US Womens Open 2004 så avslutade hon tävlingen med sista rundan på 6 slag under par vilket är det lägsta under en finalrunda i tävlingens historia.
Hon har representerat USA sju gånger i Solheim Cup (1992, 1994, 1996, 1998, 2000, 2002 och 2003).

## Majorsegrar
- 1991 LPGA Championship, US Womens Open
- 2000 du Maurier Classic
- 2004 US Womens Open

## LPGA-segrar
- 1991 Oldsmobile LPGA Classic, Daikyo World Championship
- 1993 PING/Welch's Championship, Sara Lee Classic
- 1996 Cup Noodles Hawaiian Ladies Open, Sara Lee Classic
- 1998 Star Bank LPGA Classic
- 1999 Subaru Memorial of Naples, Sara Lee Classic
- 2000 Wegmans Rochester International
- 2002 Bank of Montreal Canadian Women's Open
- 2003 ADT Championship
- 2004 BMO Financial Group Canadian Women's Open, Jamie Farr Owens Corning Classic Presented by Kroger.

## Inofficiella segrar
- 1998 JCPenney Classic (med Steve Pate)

## Utmärkelser
- 1991 Golf Writers Association of America Female Player of the Year, Golf Digest's Most Improved Player Award
- 1996 Ohio State Athletic Hall of Fame
- 1999 William and Mousie Powell Award
- 2002 Michigan Golf Hall of Fame